# Expédition de la Big Sandy
Guerre de Sécession
Batailles
Opérations dans l'Est du Kentucky
- Barbourville
- Camp Wild Cat
- Big Sandy
- Rowlett's Station

L'expédition de Big Sandy  est une des premières campagnes de la guerre de Sécession, dans le Kentucky, qui débute à la mi-septembre 1861, lorsque le brigadier général de l'Union William "Bull" Nelson reçoit l'ordre d'organiser une nouvelle brigade à Maysville, Kentucky et de mener une expédition dans la région de la vallée de Big Sandy dans l'est du Kentucky et d'arrêter la levée de forces confédérées sous les ordres du colonel John S. Williams. Cela se fait en trois phases. Du 21 septembre au 20 octobre 1861, Nelson assemble une brigade de 5 500 volontaires de l'Union de l'Ohio et du Kentucky. Le 23 octobre, la branche sud sécurise Hazel Green et la branche nord West Liberty. Les deux branches sont consolidées à Salyersville (gare de Licking) et elles entament la phase finale, le 31 octobre. Cela a conduit à la bataille d'Ivy Mountain, le 8 novembre, et au retrait des forces confédérées de Pikeville (Piketon) le 9 novembre 1861.

## Contexte
Au cours de la première semaine de septembre 1861, toute prétention de neutralité du Kentucky se termine quand le major général Leonidas Polk ordonne au brigadier général Gideon Pillow d'avancer les troupes confédérées jusqu'à Hickman, Kentucky. Le 18 septembre, l'assemblée législative du Kentucky approuve l'introduction de troupes fédérales venant de l'extérieur de l'État, les législateurs pro-confédérés restant à l'écart. Le lendemain, Simon Bolivar Buckner, ancien commandant de la garde de l'État du Kentucky, établit des quartiers généraux confédérés à Bowling Green, au Kentucky, alors que les troupes sous les ordres de Felix K. Zollicoffer capturent Barbourville. Peu de temps après, Zollicoffer arrive à Cumberland Ford avec environ 3 200 hommes, composés de quatre régiments d'infanterie, d'une batterie de six canons, et de quatre compagnies de cavalerie. Cela pose une menace imminente pour le contrôle de l'Union du centre du Kentucky, à un moment où un nombre croissant de confédérés dans la vallée de Big Sandy à l'est du Kentucky est sur le point d'entrer dans la région de Bluegrass par McCormack's Gap (Frenchburg). En réponse, le brigadier général George H. Thomas ordonne aux troupes du camp Dick Robinson de partir pour le sud-est du Kentucky pour stopper tout mouvement vers Big Hill, Richmond et Lexington. L'ancien vice-président des États-Unis John C. Breckenridge et son allié, le colonel Humphrey Marshall, ajoutent aux préoccupations de Thomas avec un appel pour les rassemblements « des hommes de la paix » et « des hommes des droits des États » à Lexington pour s'entraîner. Toutefois, Breckenridge et Marshall partent à Mt. Sterling pour se joindre aux forces de la Confédération dans l'ouest de la Virginie, où Marshall prend le commandement de l'armée de l'est du Kentucky stationnée à Piketon (Pikeville).
Plusieurs jours plus tard, « Bull » Nelson annonce publiquement qu'il a établi son quartier général au camp Kenton, près de Washington et armera et équipera les volontaires « pour mettre fin à la trahison » dans le Kentucky. Le Philadelphia Press écrit que l'expédition de Big Sandy permettra d'éviter la prise de contrôle par les confédérés de l'embouchure de la rivière Big Sandy, où elle entre dans la rivière Ohio. Cela permettra de protéger l'arrière et le flanc droit du brigadier général William S. Rosecrans dans l'ouest de la Virginie, permettant à Nelson de renforcer la Wildcat Mountain et repousser Zollicoffer vers Knoxville.
Nelson fait d'Olympia[n] Springs (Mud Lick Springs) dans le comté de Bath une zone de transit. Il la nomme Camp Gill en l'honneur de Harrison Gill, propriétaire de la célèbre spa à treize kilomètres (huit miles) au sud d'Owingsville et à trente-deux kilomètres (vingt milles) à l'est du Mount Sterling. La route de Mt. Sterling-Pound Gap (Rt 460) court à travers McCormick's Gap (Frenchburg), la passerelle vers la région de Bluegrass à partir de Prestonsburg. Le 29 septembre 1861, le commandant John Smith Hurt occupe la passe vitale de la montagne, avec trois compagnies de la milice. Le colonel Lewis Braxton Grigsby ajoute ses 300 hommes aux 200 hommes de Hurt le 8 octobre. Le colonel James Perry Fyffe envoie le 59th Ohio Volunteer Infantry Regiment au camp Kenton, et le colonel Leonard A. Harris arrive à Olympian Springs avec le 2nd Ohio Volunteer Infantry Regiment. Le colonel Jesse S. Norton vient de Nicholasville avec le 21st Ohio Volunteer Infantry Regiment, et pendant les deux semaines suivantes, les forces de Nelson augmentent jusqu'à environ 5 500 hommes, 3 700 de l'Ohio et 1 800 du Kentucky.
Dans une ferme près de Prestonsburg, les capitaines confédérés Andrew Jackson May et John Ficklin assistent « Cerro Gordo » John S. Williams dans l'organisation du 5th Kentucky Infantry. L'unité de 1 010 hommes est mal vêtue, certains ont appelé le groupe impitoyable  le « Ragamuffin Regiment ». Les neuf compagnies d'infanterie et cinq compagnies montées ont deux pièces d'artillerie et ils portent un assortiment d'armes personnelles qui est mal adapté pour faire la guerre.

## West Liberty et Hazel Green
Lundi 21 octobre 1861, les troupes que Nelson a réunies dans le camp Dick Robinson sont engagées dans une lutte prolongée avec les troupes confédérées de Zollicoffer, le long de la route de la Wilderness à Wildcat Mountain. Le lendemain matin, Nelson n'est pas au courant de cela, lorsqu'il ordonne à 1 600 hommes sous les ordres du colonel Leonard Harris d'avancer de 56 kilomètres (35 miles) vers West Liberty avec deux pièces d'artillerie. À l'aube du mercredi, Nelson est en face de Hazel Green avec environ 3 500 hommes et de l'artillerie. Trente-huit des 200 confédérés se rendent après un bref combat. À 19 kilomètres (douze miles) au nord, à West Liberty 500-700 confédérés subissent des pertes s'élevant à 21 morts, 40 blessés et 34 capturés. Les fédéraux perdent deux blessés. Pendant que Nelson attend ses trains de wagon pour les rattraper, il consolide ses forces à Licking Station (Salyersville). L'opération reprend le 31 octobre, et atteignant Prestonsburg, ils trouvent le supposé « Gibraltar de l'est du Kentucky » abandonné.

## Ivy Mountain
Guerre de Sécession
Jeudi 7 novembre, le colonel Joshua W. Sill met en mouvement la broche nord de l'expédition de Big Sandy vers John's Creek. À partir de là, il se dirige vers le sud pendant soixante quatre kilomètres (quarante miles) et gagner l'arrière de l'ennemi, à Pikeville. Le lendemain matin, il prend la colonne principale de 3 600 hommes vers Pikeville sur la vieille route de l'État (Rt 460). Une lourde pluie tombe à torrents alors qu'ils s'approchent d'Ivy Mountain, une crête, une colline de 305 mètres (1 000 pieds) sur environ 800 mètres (0,5 mile) de long. La West Levisa Fork de la Big Sandy River restreint le mouvement sur la droite du chemin de deux mètres (sept pieds) de large chemin, et une boue à hauteur de genou force l'artillerie à démonter leurs armes et les fixer afin qu'ils puissent suivre l'infanterie sur une seule file. À environ 24 kilomètres (15 miles) à l'ouest de Pikeville, l'avant-garde disparaît dans le coude de la voie qui tourne vers le bas vers le croisement à Ivy Creek. Directement en face, il y a 250 confédérés à environ 30 mètres (100 pieds) en haut de la colline et cachés derrière des rochers, des arbres et des buissons. À environ 13 heures, le flanc de la colline explose dans une fumée bleue de fusils de chasse à double canon et de vieux mousquets des confédérés. L'instant suivant, quatre soldats de l'Union meurent, et 13 autres gisent sur le sol blessés. Nelson se précipite vers l'avant avec son sabre tiré, grimpe sur un rocher remarquablement situé, et dit à ses hommes « que si les rebelles ne peuvent l'atteindre, ils ne peuvent pas toucher l'un d'entre eux ». Il commande au 2nd Ohio Infantry et au 21st Ohio Infantry de grimper le flanc de la montagne et de flanquer la position de l'ennemi par le nord. Dans le même temps, Nelson fait mettre en position deux pièces d'artillerie à proximité de la bouche de l'Ivy Creek et de West Levisa Fork et tire directement sur les ouvrages ennemis.
Vers 14 heures 20, le 21st Ohio Infantry arrive au sommet de la colline. Ils font rouler de gros rochers vers le bas sur les Confédérés qui s'enfuient dans toutes les directions. Une demi-heure plus tard, le capitaine May fait abattre par ses hommes des arbres et brûler les ponts pour retarder la poursuite. La bataille d'Ivy Mountain (Ivy Narrows) est une victoire nette pour la force de l'Union sous les ordres de Nelson, qui prend le contrôle total du champ au prix de six tués et 24 blessés. Les confédérés perdent 10 tués, 15 blessés et 50 disparus ou faits prisonniers. Nelson termine la poursuite au-delà d'un pont brûlé à Coldwater Creek et à proximité de la maison de l'unioniste Lindsay Layne. Williams continue sur Pikeville, où il poste une arrière-garde de 400 hommes pour couvrir une retraite vers Pound Gap avec le reste de sa force. À 3 heures du matin, le samedi 9 novembre, Nelson lance des troupes à leur poursuite. Les terribles conditions de la route retardent le mouvement et à la tombée de la nuit, il reste à 8 kilomètres (5 miles) de Pikeville. Tôt le dimanche 10 novembre, Nelson est à plusieurs kilomètres de l'objectif lorsque l'un détachement de la broche nord de Joshua Sill chevauche vers l'avant pour l'avertir qu'ils ont sécurisé la ville à 16 heures le samedi.
À Pound Gap, le colonel Williams signale que Nelson a dispersé une « escouade inorganisée et à demi-armée, pieds nus » qui manque de tout, mais qui a la volonté de se battre. Le Cincinnati Commercial note que Nelson a montré comment « des troupes peuvent être déplacées à travers un terrain impitoyable, sans moyen de transport adéquat ». Cette décision a vraiment surpris Williams qui a cru que Nelson continuerait en Virginie avec l'intention de détruire la ligne de chemin de fer de Virginie et du Tennessee, une ligne qui relie la capitale confédérée Richmond, en Virginie, à Memphis, le Tennessee et la vallée du Mississippi à Knoxville. Dans les premiers récits des combats à Ivy Mountain, les correspondant des journaux du Nord déforment grossièrement des événements parce que leur public au Nord veut une fin rapide de la guerre. Ces erreurs conduisent le Cincinnati Gazette à conclure que, malgré l'obtention d'une grande victoire, la « campagne dans l'est du Kentucky n'a pas d'effet plus durable que le passage d'une caravane de forains. Cinq cents cavalier rebelles vont annuler en une semaine le travail ornemental . . . fait à grand frais d'argent et d'un temps précieux ». Ces derniers problèmes sont une grande préoccupation et la raison pour laquelle le brigadier général Don Carlos Buell remplace le brigadier général William T. Sherman à Louisville. Nelson reçoit l'ordre d'aller là-bas et sa brigade suit le dimanche 24 novembre après-midi. Comme prévu, les confédérés retournent et cela amène le colonel James A. Garfield dans la région pour reprendre la tâche inachevée pour les soumettre.